# Theiikien
Le Theiikien est un éon stratigraphique de la géologie de la planète Mars caractérisé par des terrains d'origine volcanique, d'où le terme theiikien forgé — via l'anglais — à partir du grec ancien θεῖον / theîon, signifiant « soufre » et datés approximativement entre 4,2 et 3,8 milliards d'années.

## Datations
La stratigraphie suivante a été proposée par l'équipe de l'astrophysicien français Jean-Pierre Bibring de l'IAS à Orsay à partir des résultats recueillis par l'instrument OMEGA — Observatoire pour la Minéralogie, l'Eau, les Glaces et l'Activité — de la sonde Mars Express de l'Agence spatiale européenne depuis début 2004:
La datation précise de ces éons demeure largement incertaine, et l'analyse détaillée des résultats d'OMEGA suggère en fait une discontinuité entre le Phyllosien et le Theiikien, faisant coïncider le début de ce dernier avec l'Hespérien de la géologie martienne tout en maintenant une durée moindre pour le Phyllosien que pour le Noachien, ce qui conduit du même coup à réajuster l'échelle des temps géologiques martiens :
Cette discontinuité, qui coïnciderait plus ou moins avec l'hypothétique « grand bombardement tardif » (LHB en anglais, daté plutôt entre 4,1 et 3,8 milliards d'années), matérialiserait en fait l'époque d'activité volcanique maximum, qui se prolongerait au Theiikien en disparaissant progressivement au fur et à mesure que la planète aurait perdu l'essentiel de son activité interne.

## Mars au Theiikien
Pendant le Theiikien, contemporain de l'Hespérien, Mars connut une intense activité volcanique qui rejeta dans l'atmosphère de grandes quantités d'eau gelée du sous-sol et de gaz soufrés à l'origine d'un environnement très acide. L'eau liquide put encore exister de façon discontinue à la surface de la planète, dans laquelle le soufre dissous put précipiter sous forme de sulfates, d'où la prévalence des sulfates hydratés — notamment de kiesérite MgSO4•H2O et de gypse CaSO4•2H2O — plutôt que des carbonates dans les matériaux sédimentaires.
Lors de l'éon suivant le Theiikien, appelé « Sidérikien », l'atmosphère serait devenue trop froide et surtout trop ténue pour permettre l'existence durable d'eau liquide en surface.